# Gamelan (skale)
W grupie stylów muzycznych gamelan używa się dwóch rodzajów skal muzycznych. Są to slendro i pelog. 

## Slendro czasami zwane również salendro
W odróżnieniu od europejskich skal, w których oktawa podzielona jest na 12 równych interwałów dzielą się tu oktawy na 5 interwałów o mniej więcej równych odstępach. Przyjmując dla półtonu wartość odstępu równą 100 centów przyjmują odstępy między kolejnymi tonami slendro kolejno wartości 223, 253, 236, 225 i 263.

## Pelog
W odróżnieniu od europejskich skal, w których oktawa podzielona jest na 12 równych interwałów, dzielą się tu oktawy na 7 interwałów o nieregularnych odstępach. Przyjmując dla półtonu wartość odstępu równą 100 centów przyjmują odstępy między kolejnymi tonami pelog kolejno wartości 120, 150, 270, 130, 115, 165 i 250. W praktyce stosowane są jednak skale pięciotonowe z pięciu tonów skali pelog, co daje możliwość stosowania różnych tonacji.